# Carebarella condei
Carebarella condei är en myrart som beskrevs av Borgmeier 1937. Carebarella condei ingår i släktet Carebarella och familjen myror. Inga underarter finns listade.